# Armorial de la famille Fitzalan
Cette page donne les armoiries (figures et blasonnements) des nobles de la famille FitzAlan, y compris sir Henry FitzAlan, premier lord-maire de Londres au XIIe siècle, et l'issu du frère cadet de sir Walter FitzAlan, premier grand-steward héréditaire d'Écosse.
De nos jours, leurs représentants sont les FitzAlan-Howard.

## Les FitzAlan
| Figure | Nom du noble et blasonnement |
|        | John FitzAlan (mort en 1267), 5e comte d'Arundel De gueules au lion d'or. |
|        | Richard FitzAlan (1313 - 1376 au château d'Arundel dans le Sussex), 9e comte d'Arundel Écartelé : en I et IV de gueules au lion d'or, en II et III échiqueté d'azur et d'or (de Warenne). |
|        | John FitzAlan (1365 - 1391), lord Maltravers (en), Écartelé : en I et IV de gueules au lion d'or, en II et III de sable fretté d'or.                                                      |
|        | Thomas FitzAlan (mort en 1524), 10e comte d'Arundel, Écartelé : en I et IV de gueules au lion d'or, en II et III de sable au sautoir fretté d'or.                                         |

## Sources
- Burke's Peerage & Baronetage